# Seznam španskih pevcev resne glasbe
Seznam španskih pevcev resne glasbe.

## A
- Victoria de los Ángeles
- Manuel Ausensi

## B
- Teresa Berganza
- Lucrezia Bori

## C
- Montserrat Caballé (1933-2018)
- Mercedes Capsir
- José Carreras

## D
- Plácido Domingo

## F
- Miguel Fleta

## G
- Manuel García
- Maria Gay

## K
- Alfredo Kraus

## L
- Cecilia Lavilla Berganza
- Pilár Lorengar

## M
- Maria Malibran
- Carlos Marín (1968-2021)

## O
- Juan Oncina

## P
- Juan Pons

## S
- Vicente Sardinero